# Тото (актьор)
Вижте пояснителната страница за други личности с името Тото.
Тото̀ е артистичният псевдоним на изключително популярния от края на 1940-те до края на 1960-те години италиански театрален и филмов комик Антонио Винченцо Стефано Клементе (на италиански: Antonio Vincenzo Stefano Clemente, Totò).
Известен както с 97-те си филма, така и с вариететните си спектакли, телевизионните си появи, стиховете, песните и хумористичните си текстове, пълни с каламбури и неповторими игри на думи. Наричан с любов „Владетеля на смеха“, Тото е култова фигура в европейското кино.

## Избрана филмография
| година | филм                             | оригинално заглавие              | роля                        | режисьор                    |
| ------ | -------------------------------- | -------------------------------- | --------------------------- | --------------------------- |
| 1951   | Полицаи и крадци                 | Guardie e ladri                  | Фердинандо Еспизито         | Стено, Марио Моничели       |
| 1952   | Тото и жените                    | Totò e le donne                  | Филипо Скапаро              | Стено, Марио Моничели       |
| 1955   | Ние хора ли сме, или фелдфебели? | Siamo uomini o caporali          | Тото Еспозито               | Камило Мастрочинкуе         |
| 1958   | Законът си е закон               | La legge è legge                 | Джузепе Ла Палия            | Кристиан-Жак                |
| 1958   | Неизвестни извършители           | I soliti ignoti                  | Данте Кручиани              | Марио Моничели              |
| 1959   | Такива, каквито сме              | Arrangiatevi!                    | Дядо Илуминато              | Мауро Болонини              |
| 1959   | Тото, Ева и забранената четка    | Toto, Eva e il pennello proibito | Тото Скорчелети             | Стено                       |
| 1959   | Данъчният дълг                   | I Tartassati                     | Торкато Пецела              | Стено                       |
| 1960   | Смях от радост                   | Risate di gioia                  | Умберто Пенацуто            | Марио Моничели              |
| 1966   | Птичища и птички                 | Uccellacci e uccellini           | Невинни Тото / брат Чичилио | Пиер Паоло Пазолини         |
| 1966   | Операция „Сан Дженаро“           | Operazione San Gennaro           | Дон Винченцо                | Дино Ризи                   |
| 1967   | Вещиците                         | Le streghe                       | Чинчикато Миао              | Пиер Паоло Пазолини         |
| 1968   | Каприз по италиански             | Capriccio all'italiana           | Възрастният господин и Яго  | Пиер Паоло Пазолини / Стено |